# دمرات
دمرات (به آلمانی: Demerath) یک شهر در آلمان است که در فولکانایفل واقع شده‌است. دمرات ۳۱۵ نفر جمعیت دارد.